# Paracheirodon
Paracheirodon — рід прісноводних риб родини харацинових (Characidae). Поширені в водах Неотропіків, в Південній Америці.
Представники роду є популярними акваріумними рибами, відомими під назвою неон, або неонова тетра.

## Види
- P. axelrodi — Неон червоний
- P. innesi — Неон звичайний
- P. simulans — Неон зелений